# Газіпур (зіла)
Газіпур (бенг. গাজীপুর) — район у центральній частині Бангладеш, частина округу Дакка . Його площа становить 1741,53 см км2. Це рідний район Таджуддіна Ахмада, першого прем’єр-міністра Бангладеш, і протягом всієї історії він був відомим центром битв і рухів. У Газіпурі проходить Бішва Ійтема, друге за величиною щорічне мусульманське зібрання у світі, яке відвідує понад 5 мільйонів осіб. У цьому районі є багато можливостей, оскільки тут розташовані численні університети, коледжі, сафарі-парк Бангабандху Шейх Муджиб, національний парк Бхавал, а також єдиний у країні бізнес-парк - Bangabandhu Hi-Tech City.

## Історія
Стародавнє місто Долсамудра в сучасному Газіпурі було однією зі столиць буддійської імперії Пала. У шостому столітті в Токе та Екдалі були побудовані форти, які продовжували використовуватися аж до періоду Великих Моголів. Ця територія стала відома як стратегічний регіон після створення більшої кількості фортів, таких як Карнапур, розкопки Близнюків у 1045 році. Чинашханія була столицею Чандала, а Шишу Пал мав свою столицю в сучасному Сріпурі, руїни якого можна побачити й сьогодні. Інший форт був побудований в Дардарії в 1200 році.
Під час правління бенгальського султана Алауддіна Хусейна Шаха (1494-1519) ісламський учений, відомий як Шейх Мухаммад ібн Яздан Бахш Бенгалі, відвідав Екдалу, де він переписав Сахіх аль-Бухарі та подарував його султану в сусідньому Сонаргаоні . Наразі рукопис зберігається у Східній бібліотеці Худа Бакша в Бенкіпорі, Патна, Біхар.
Антимогольський лідер баро-буйян, Іса Хан, помер природною смертю у вересні 1599 року. Похований у селі Бахтарпур. Під час правління Субахдара Мір Джумли II був побудований міст у Тонгі.
Британські колоніали побудували фабрики індиго в Раніганджі та Бармі. Перший збройний опір Визвольної війни Бангладеш 1971 року відбувся в Газіпурі 19 березня 1971 року.

## Адміністративно-територіальний поділ

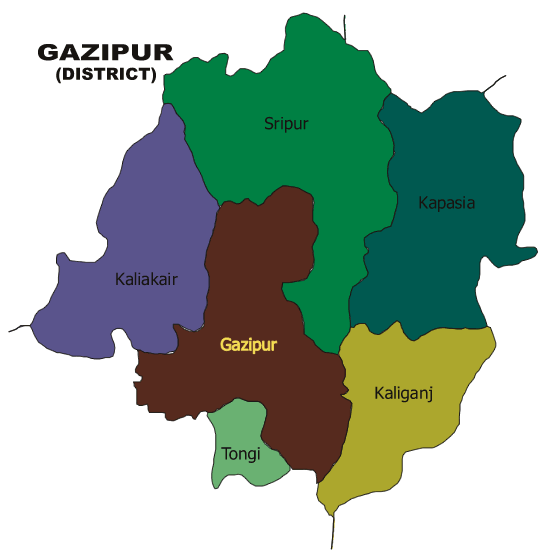
Усі підрайони Газіпурс

Район Газіпур був заснований у 1984 році. Він має одну міську корпорацію, Gazipur City Corporation, і поділяється на наступні упазіли:
- Газіпур Садар Упазіла
- Каліакаір Упазила
- Капасія Упазила
- Шріпур Упазіла
- Калігандж Упазіла